# Espai Guinovart d'Agramunt
L'Espai Guinovart d'Agramunt és un centre d'art contemporani amb una trajectòria que ve marcada principalment per la voluntat de Josep Guinovart i Bertran de crear un espai per a la creació i la promoció de l'art contemporani i, alhora, un espai amb la seva obra exposada permanentment. Una obra que gira entorn d'Agramunt, del seu territori, del seu paisatge i de la seva gent.
L'obra de Josep Guinovart i Bertran a Agramunt s'inspira en la seva estada a la població els anys 1937-1938, en plena Guerra Civil, quan ell tenia 9-10 anys. La seva mare era agramuntina. El primer bombardeig d'Agramunt, el 5 d'abril de 1938, va determinar la fugida de la família al camp, on el futur artista va viure amb la seva família en una cabana. Això el va obligar a mantenir una relació directa amb la natura, les eines del camp i els animals.
A les galeries laterals es mostra, de manera rotatòria, la Col·lecció de la Fundació Privada Espai Guinovart.
El 2015 fou guardonat amb el Premi Nacional de Cultura.

## Edifici
L'Espai Guinovart d'Agramunt està emplaçat en l'actual plaça del Mercat, on antigament hi havia un convent mercedari, que després va ser transformat en escola, i finalment enderrocat l'any 1930. L'organisme Regiones Devastadas va reconstruir alguns edificis d'Agramunt que havien estat afectats pels bombardejos de la Guerra Civil i va encarregar a l'arquitecte Pere Domènec Torres (nét de l'arquitecte Lluís Domenec i Montaner) que construís un mercat allà on hi havia hagut el convent. Aquest mercat es va mantenir en actiu fins al seu declivi als anys 80, degut a la manca de funcionalitat i als nous usos comercials. L'any 1990 s'inicien les obres de reforma del mercat per a un nou projecte: l'Espai Guinovart d'Agramunt. L'any 1994 finalitzen les obres d'habilitació i el 2 de juliol del mateix any té lloc la inauguració de la seu de la Fundació Privada Espai Guinovart, amb una superfície total construïda de 650 m² i una superfície total ocupada de 580 m².

### Descripció
Edifici de grans dimensions format per diversos cossos simètrics partits per una magnífica torre quadrada al centre del conjunt arquitectònic. És de planta rectangular amb tres sortides per tres bandes diferents.
Una d'elles, la principal, està centrada a la façana. És una porta semicircular tota la pedra. Les altres dues són als murs laterals i són secundàries. La porta principal està situada a la part baixa de la torre citada anteriorment. Aquesta és quadrangular formada per tres cossos diferenciats: la porta semiesfèrica a la part baixa, una part central amb una finestra amb balconada decorada amb obra vista als costats i un òcul tapat més amunt. Aquests elements es repeteixen en els quatre costats de la torre.
Un últim cos és format per tres finestres tapiades que ressegueixen també els quatre costats; en total hi ha dotze finestres tapiades. Finalitza aquesta torre una coberta piramidal sobre ràfec amb teuleria àrab coronada per un petit pinacle balustrat. A banda i banda s'estructura tot l'edifici; dos cossos idèntics laterals de planta rectangular amb superposició de dues teulades baixes. Un cos inferior, absent d'obertures i alguna decoració en els murs; se sobreposa a aquest un segon cos, més endarrerit, on s'aprecien grans obertures en forma de finestrals de mitja lluna en cada un dels murs. La coberta és de dues aigües i amb teula àrab.
Interiorment està format per 37 arcades que acullen pintures de diverses èpoques de l'artista Josep Guinovart.